# ابن بنای مراکشی
ابو العباس احمد بن محمد بن عثمان الازْدی معروف به ابن بنّای مراکشی (۷۲۱–۶۵۴ هـ / ۱۳۲۱–۱۲۵۶ م) دانشمند مسلمان دوران طلایی اسلام است متولد مراکش دانشمند در ریاضیات، ستاره‌شناسی، ستاره‌بینی، علوم دینی، تصوف و طب بود.
وی در مورد اعداد کسری و توان دوم و ریشه دوم اعداد کارهای بسیاری انجام داده است.  وی مخترع روش ریشه دوم اعداد و نیز نمایش اعداد توسط کسرهای متداوم میباشد.
مهمترین اثر او دایره المعارف جامع المبادی و الغایات در مورد آلات نجومی و کاربرد آنها بوده است.
دهانه المراکشی بر روی ماه به پاسداشت خدمات، به نام وی نهاده شده است.

## تالیفات
وی بیش از هفتاد کتاب در علم ریاضیات نشر کرده.
- جامع المبادی و الغایات کاملترین دایره المعارف قرون میانه در مورد ابزارهای نجومی است[۲]
- کتاب تلخیص أعمال الحساب
- مقالات فی الحساب، وهو بحث فی الأعداد الصحیحة والکسور والجذور والتناسب.
- الأصول والمقدمات فی الجبر والمقابلة.
- کتاب الفصول فی الفرائض.
- رسالة فی المساحات.
- کتاب الأسطرلاب واستعماله.
- کتاب الیسارة فی تقویم الکواکب السیارة.
- منهاج الطالب فی تعدیل الکواکب، وقد حقق المستشرق الإسبانی فیرنه خینس مقدمة الکتاب وبعض فصوله وترجمها إلی الإسبانیة سنة ۱۹۵۲.
- کتاب أحکام النجوم.
- رسالة فی الجذور الصم وجمعها وطرحها.

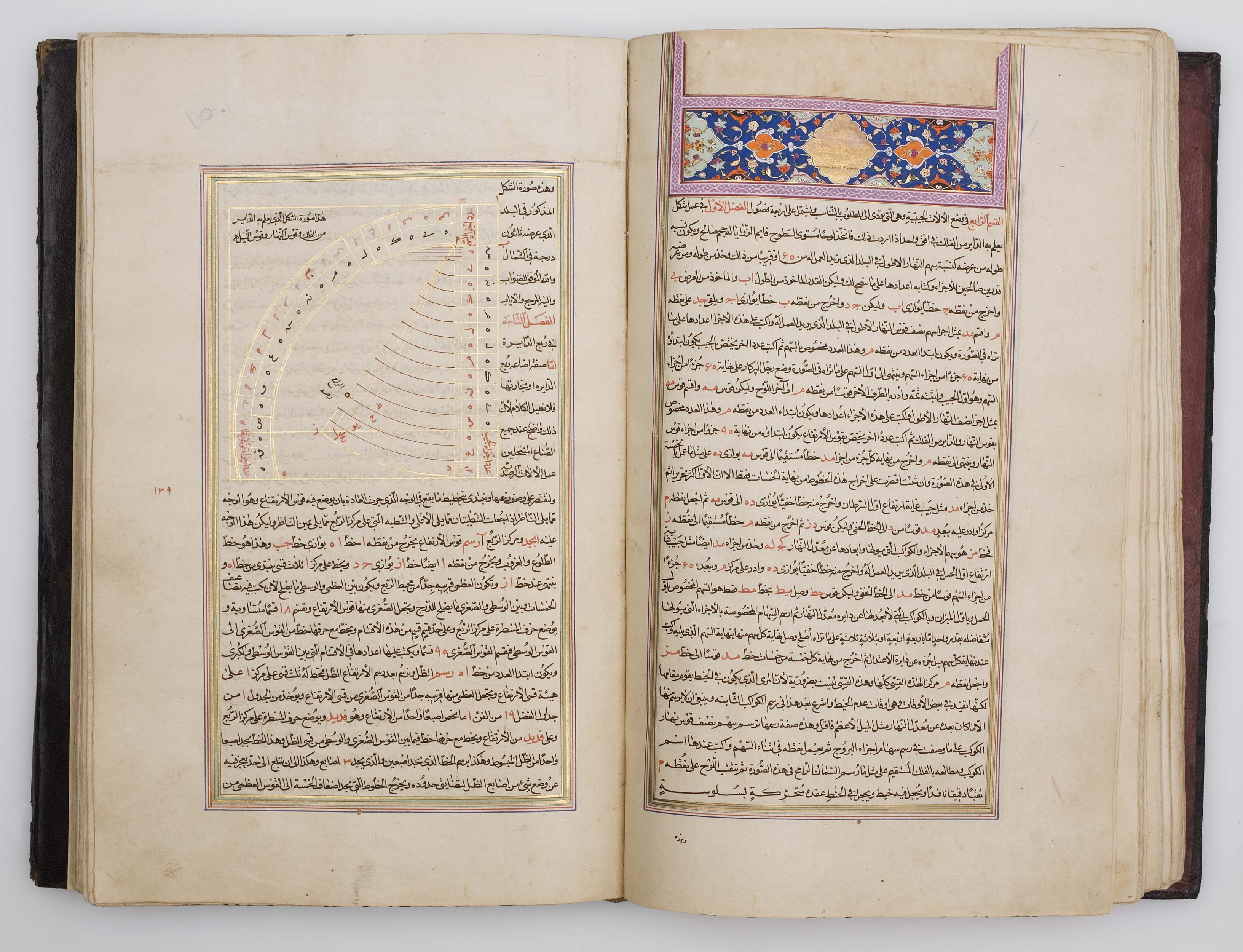
برگی از کتاب جامع المبادی و الغایات

- قیاس السطوح.
- برگی از کتاب جامع المبادی و الغایاتمدخل إلی إقلیدس.